# Ascot (Queensland)
Ascot is een plaats in de Australische deelstaat Queensland en telt 5330 inwoners (2006).